# Spasalus crenatus
Spasalus crenatus là một loài bọ cánh cứng trong họ Passalidae.